# Amadou Onana
Amadou Ba Zeund Georges Mvom Onana (sinh ngày 16 tháng 8 năm 2001) là một cầu thủ bóng đá chuyên nghiệp người Bỉ hiện đang thi đấu ở vị trí tiền vệ phòng ngự cho câu lạc bộ Aston Villa tại Giải bóng đá Ngoại hạng Anh và Đội tuyển bóng đá quốc gia Bỉ.

## Sự nghiệp câu lạc bộ

### Lille
Vào tháng 8 năm 2021, Onana gia nhập câu lạc bộ Lille tại Ligue 1 theo hợp đồng 5 năm. Anh đã ra sân 32 lần và ghi được một bàn thắng ở giải đấu trong mùa giải 2021–22.

### Aston Villa
Vào ngày 22 tháng 7 năm 2024, Onana ký hợp đồng 5 năm với trị giá 50 triệu bảng cho câu lạc bộ cùng Premier League là Aston Villa.

## Sự nghiệp quốc tế
Vào ngày 28 tháng 5 năm 2024, anh được chọn vào đội hình 26 người tham dự UEFA Euro 2024.

## Đời tư
Onana sinh ra tại Dakar, Sénégal với mẹ là người Sénégal và cha là người Cameroon. Năm 11 tuổi, Onana cùng mẹ và chị gái chuyển đến Bruxelles, Bỉ để đoàn tụ với cha.
Onana là tín hữu Hồi giáo. Anh thông thạo năm thứ tiếng, tiếng Wolof, tiếng Pháp, tiếng Hà Lan, tiếng Đức và tiếng Anh.

## Thống kê sự nghiệp

### Câu lạc bộ
Tính đến 19 tháng 5 năm 2024
| Câu lạc bộ          | Mùa giải            | Giải vô địch         | Giải vô địch | Giải vô địch | Cúp quốc gia | Cúp quốc gia | Cúp Liên đoàn | Cúp Liên đoàn | Châu lục | Châu lục | Tổng cộng | Tổng cộng |
| Câu lạc bộ          | Mùa giải            | Hạng đấu             | Trận         | Bàn          | Trận         | Bàn          | Trận          | Bàn           | Trận     | Bàn      | Trận      | Bàn       |
| ------------------- | ------------------- | -------------------- | ------------ | ------------ | ------------ | ------------ | ------------- | ------------- | -------- | -------- | --------- | --------- |
| TSG Hoffenheim II   | 2018–19             | Regionalliga Südwest | 1            | 0            | —            | —            | —             | —             | —        | —        | 1         | 0         |
| Hamburger SV        | 2020–21             | 2. Bundesliga        | 25           | 2            | 1            | 1            | —             | —             | —        | —        | 26        | 1         |
| Lille               | 2021–22             | Ligue 1              | 32           | 1            | 2            | 2            | —             | —             | 9        | 0        | 43        | 3         |
| Everton             | 2022–23             | Premier League       | 33           | 1            | 1            | 0            | 1             | 0             | —        | —        | 35        | 1         |
| Everton             | 2023–24             | Premier League       | 30           | 2            | 3            | 0            | 4             | 1             | —        | —        | 37        | 3         |
| Everton             | Tổng cộng           | Tổng cộng            | 63           | 3            | 4            | 0            | 5             | 1             | —        | —        | 72        | 4         |
| Aston Villa         | 2024–25             | Premier League       | 0            | 0            | 0            | 0            | 0             | 0             | 0        | 0        | 0         | 0         |
| Tổng cộng sự nghiệp | Tổng cộng sự nghiệp | Tổng cộng sự nghiệp  | 121          | 6            | 6            | 3            | 5             | 1             | 9        | 0        | 142       | 8         |

1. ↑  Bao gồm DFB-Pokal, Coupe de France và FA Cup
2. ↑  Bao gồm EFL Cup
3. 1 2  Ra sân tại UEFA Champions League

### Quốc tế
Tính đến 1 tháng 7 năm 2024
| Đội tuyển quốc gia | Năm       | Trận | Bàn |
| ------------------ | --------- | ---- | --- |
| Bỉ                 | 2022      | 4    | 0   |
| Bỉ                 | 2023      | 5    | 0   |
| Bỉ                 | 2024      | 8    | 0   |
| Tổng cộng          | Tổng cộng | 17   | 0   |